# Hymenophyllum pallidum
Espèce
Hymenophyllum pallidum est une espèce de fougères de la famille des Hyménophyllacées.
Synonymes : Craspedoneuron album (Blume) Bosch, Craspedoneuron pallidum (Blume) Bosch, Crepidomanes album K.Iwats., Crepidomanes pallidum (Blume) K.Iwats., Pleuromanes album (Blume) Parris, Pleuromanes pallidum (Blume) C.Presl, Trichomanes album Blume, Trichomanes fusco-glaucescens Hook., Trichomanes glaucescens Bosch, Trichomanes glaucofuscum Hook., Trichomanes pallidum Blume, Trichomanes savaiense Lauterb..

## Description
Hymenophyllum pallidum appartient au sous-genre Pleuromanes.
Cette espèce a les caractéristiques suivantes :
- son rhizome est long et filiforme ;
- les frondes, d'une vingtaine de centimètres de long, comportent un limbe divisé deux fois, d'une couleur glauque-pâle à l'état sec : cette pâleur est à l'origine de l'épithète spécifique[1] ;
- l'ensemble de la plante est glabre ;
- Les sores, solitaires, sont portés par l'extrémité d'un segment axillaire, majoritairement à la partie terminale du limbe et proche du rachis ;
- l'indusie, tubulaire, est terminée par deux lèvres peu marquées ;
- une longue columelle de près de deux fois la longueur de l'indusie, porte une grappe de sporanges dépassant un peu l'indusie.

## Distribution
Cette espèce, plutôt épiphyte de forêts pluviales, est présente dans presque toutes les îles du Pacifique tropical -  Ceylan, Malaisie, Philippines, Océanie... -, en particulier en Nouvelle-Calédonie.